# Allocapnia maria
Allocapnia maria är en bäcksländeart som beskrevs av Paul E. Hanson 1942. Allocapnia maria ingår i släktet Allocapnia och familjen småbäcksländor. Inga underarter finns listade i Catalogue of Life.